# Grove den
De grove den (Pinus sylvestris) is een soort uit de dennenfamilie (Pinaceae). Vroeger werden deze bomen mastbomen of pijnbomen genoemd. Een vliegden is een door natuurlijke uitzaaiing verspreide grove den.

## Kenmerken
Grove den is een boomvormende maar soms ook struikvormende conifeer. De soort kan een hoogte bereiken van 25–40 m. Jonge bomen hebben een kegelvormige kroon. Oudere bomen hebben een meer schermvormige kroon en een hoge stam. De onderste takken zijn afgestorven en zitten deels nog aan de stam vast. De jonge schors aan de top van de boom is glad en grijsgeel van kleur. Op oudere leeftijd wordt er een ruwe, plaatvormige schors gevormd. De plaatjes van de schors zijn vrij klein.
De bladen zijn naaldvormig en staan in tweetallen op korte loten. De soort vormt ook lange loten met verspreid staande naalden. De lange loten zorgen voor de lengtegroei. De naalden zijn gedraaid en kunnen tot 8 cm lang worden; ze hebben een grijsgroene kleur.
De den is van sparren en zilversparren te onderscheiden doordat de den korte loten heeft met de naalden bij elkaar staand en bij de sparren verspreid op de lange loten. Ook heeft de den ronde naalden en de spar platte, driehoekige of vierhoekige.
De jonge kegels zijn groen en kleuren later donkergrijsbruin. De kegels kunnen tot 7 cm lang worden en zitten twee aan twee of in groepjes aan kromme steeltjes. Bij beschadiging van de boombast komt er kleverig hars met een karakteristieke geur uit, wat de wond beschermt tegen infecties. Grove den heeft een penwortel, waarmee ook uit grotere diepte water opgenomen kan worden.
In de bosbouw wordt de grove den na 80 tot 120 jaar gekapt. De bomen kunnen echter veel ouder worden. In Zweden staat een zevenhonderdjarige boom.

## Voorkomen
Grove den heeft een van nature Euraziatisch verspreidingsgebied. De zwaartepunten van het natuurlijke verspreidingsgebied liggen in de boreale streken en de (hoog)gebergten van Centraal-Europa; ze groeit tot op een hoogte van ongeveer 2000 meter. Grove den komt voor in vrijwel geheel Europa; Engeland/Ierland en de westkust van Frankrijk uitgezonderd, evenals Zuid-Spanje en ten zuiden van de Alpen. Vervolgens algemeen in Centraal-Azië beneden de boomgrens tot aan het voorgebergte van de Himalaya en Noord-China.

### Nederland

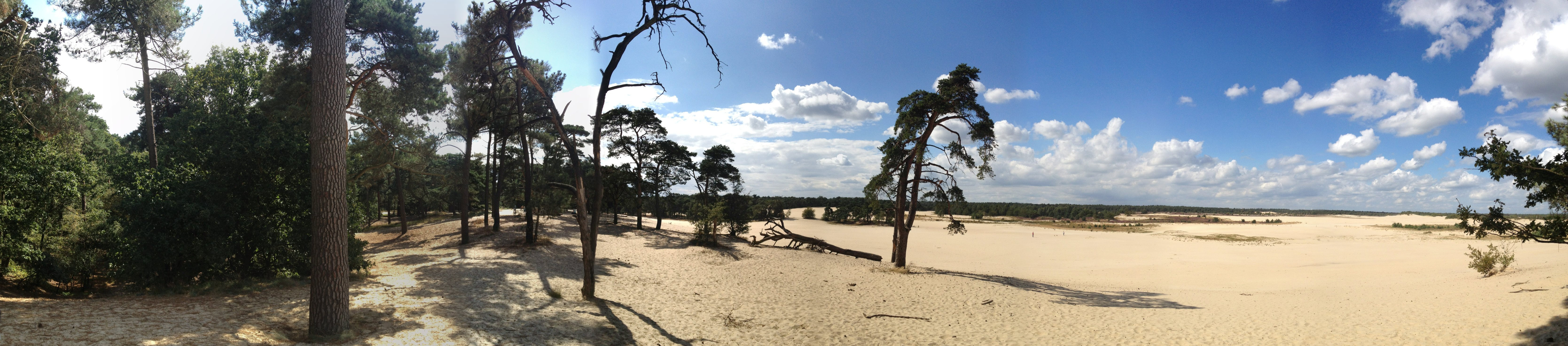
Grove dennen in het stuifzandgebied van Nationaal Park De Loonse en Drunense Duinen

De soort was in Nederland na de laatste ijstijd 12.000 jaar inheems, maar door veenafgravingen en ontginningen zijn de oorspronkelijke inheemse bomen verdwenen. Later is de grove den veel aangeplant op arme zandgronden met plantgoed uit buitenlands zaad. Het omstreeks 1515 aangelegde Mastbos is het oudste in Nederland aangeplante bos met onder meer grove den. Vanaf de 19e eeuw zijn heidevelden en zandverstuivingen op bijvoorbeeld de Nationaal Park De Loonse en Drunense Duinen, de Veluwe en in Drenthe ermee beplant. Het hout was in het verleden in trek als mijnhout.
De grove den is een pioniersoort die goed groeit op voedselarme gronden zoals droge zandgronden. In Nederland zijn tussen 2001 tot 2006 door Alterra bosinventarisaties verricht waar uit bleek dat een derde van het Nederlandse bos bestond uit aanplant van grove den. Dat komt in totaal neer op 1049 km².
Eind mei 2006 is een van de oudste grove dennen, de tussen de 355 tot 405 jaar oude boom bij Wolfheze, omgevallen. De boom had een stamomtrek van 430 cm.

## Syntaxonomie
In de syntaxonomie staat grove den binnen de formaties van naaldbossen en naaldstruwelen te boek als kensoort voor het verbond van naaldbossen (Dicrano-Pinion). In halfnatuurlijke, ericoïde dwergstruweelgemeenschappen van de klasse van droge heiden en de klasse van hoogveenbulten en natte heiden komt grove den als begeleider veel voor als zaailing of ze vormt opslag.

## Toepassingen
Timmerhout van de grove den wordt 'grenen' genoemd. In Engelstalige landen spreekt men ook van (European) redwood.
Van oudsher is de boom een belangrijke leverancier van terpentijnolie, hars en teer. Terpentijnolie wordt gebruikt bij het schilderen om de verf te verdunnen.
Noord-Europese colofonium wordt gewonnen uit de hars van de grove den.
In Nederland is de grove den vooral in de 19e eeuw aangeplant op arme zandgronden als mijnhout en om de zandverstuivingen, die waren ontstaan door overbegrazing van de heide, tegen te gaan.

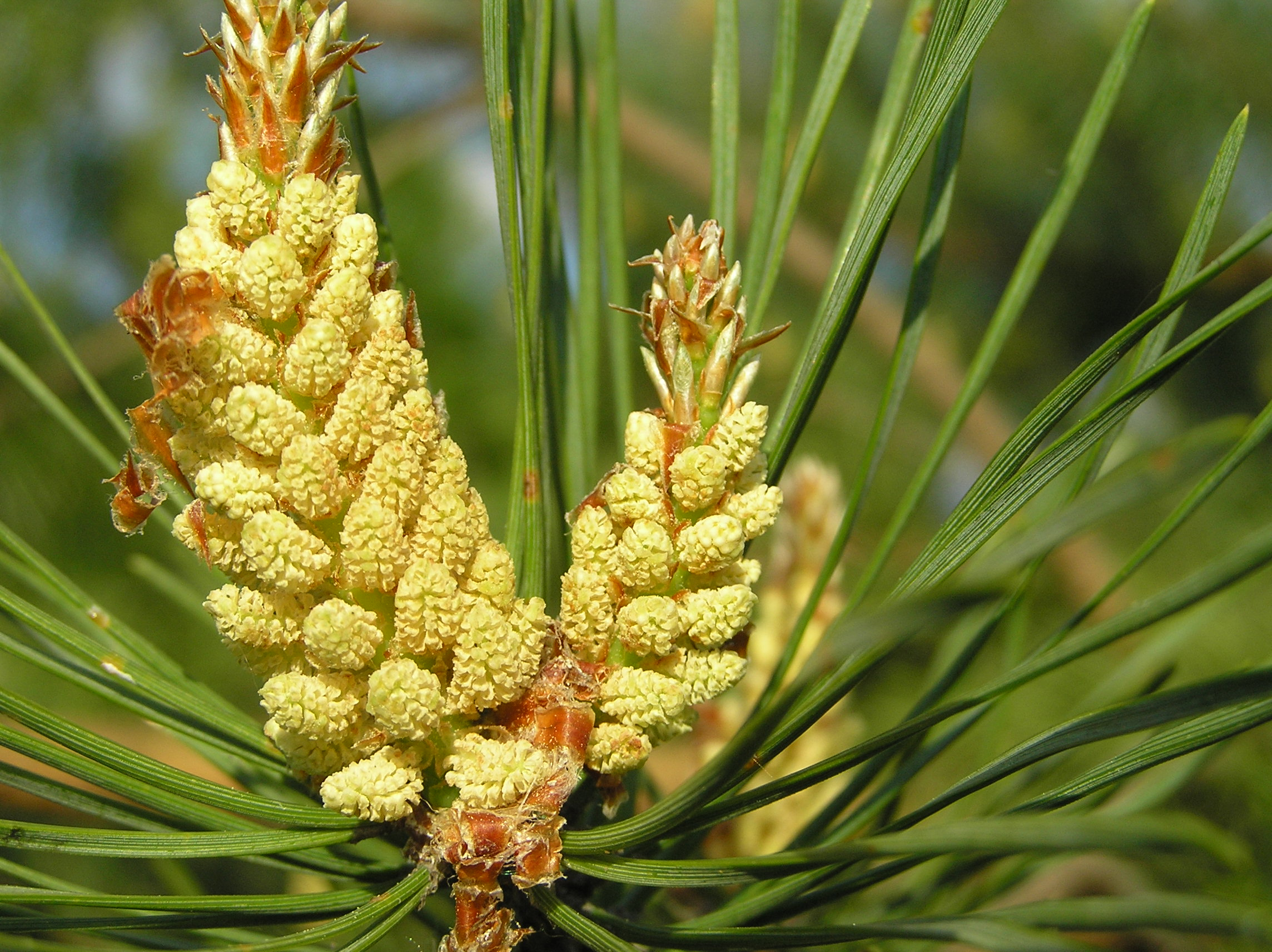
Mannelijke bloeiwijze
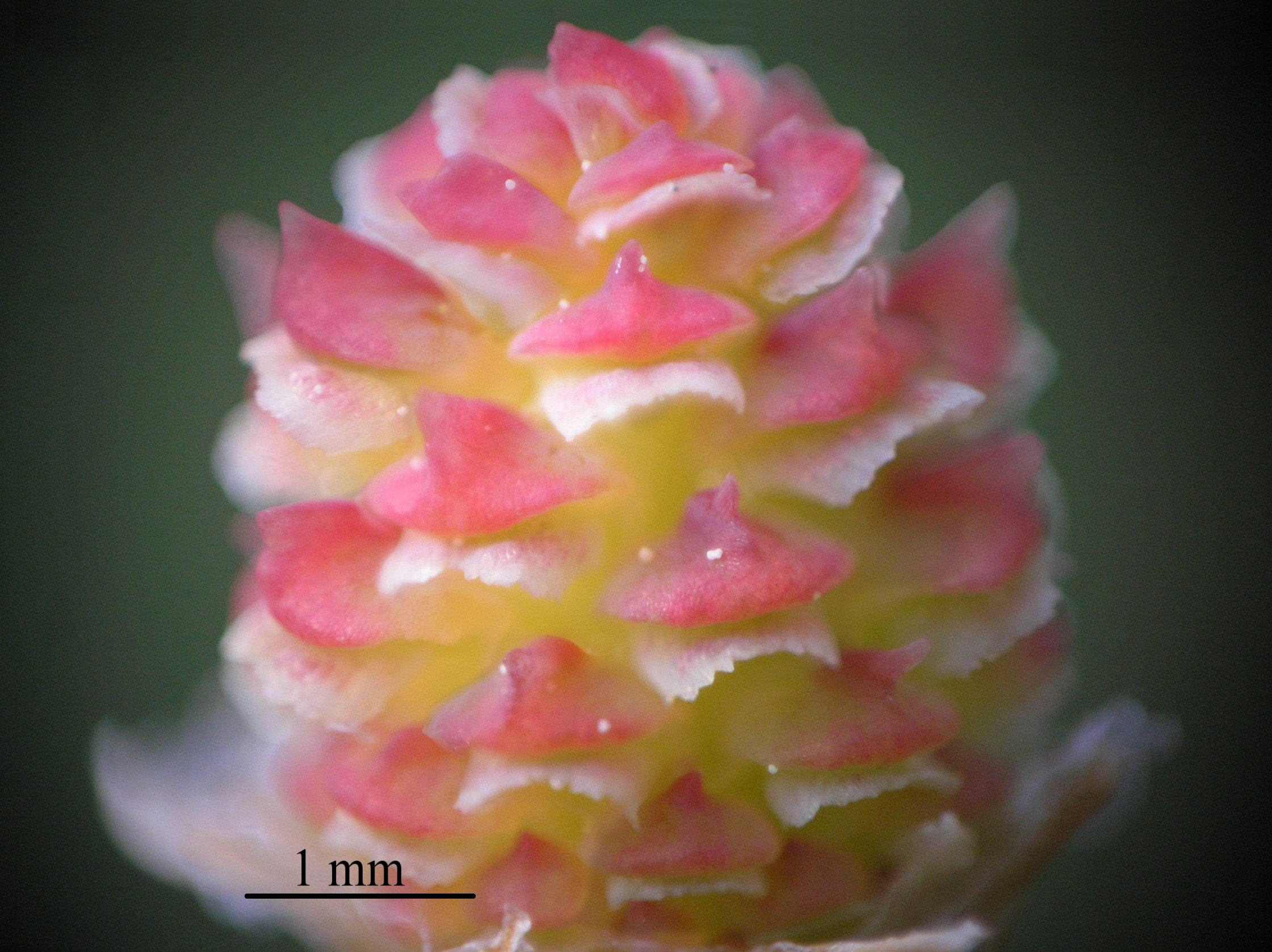
Vrouwelijke bloeiwijze
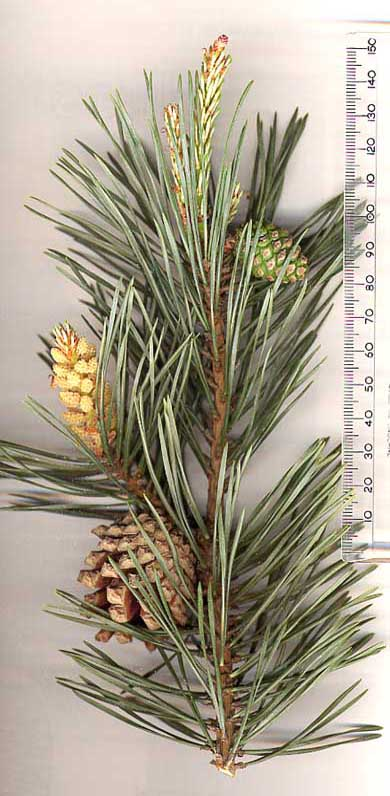
Takje met de verschillende bloeiwijzen
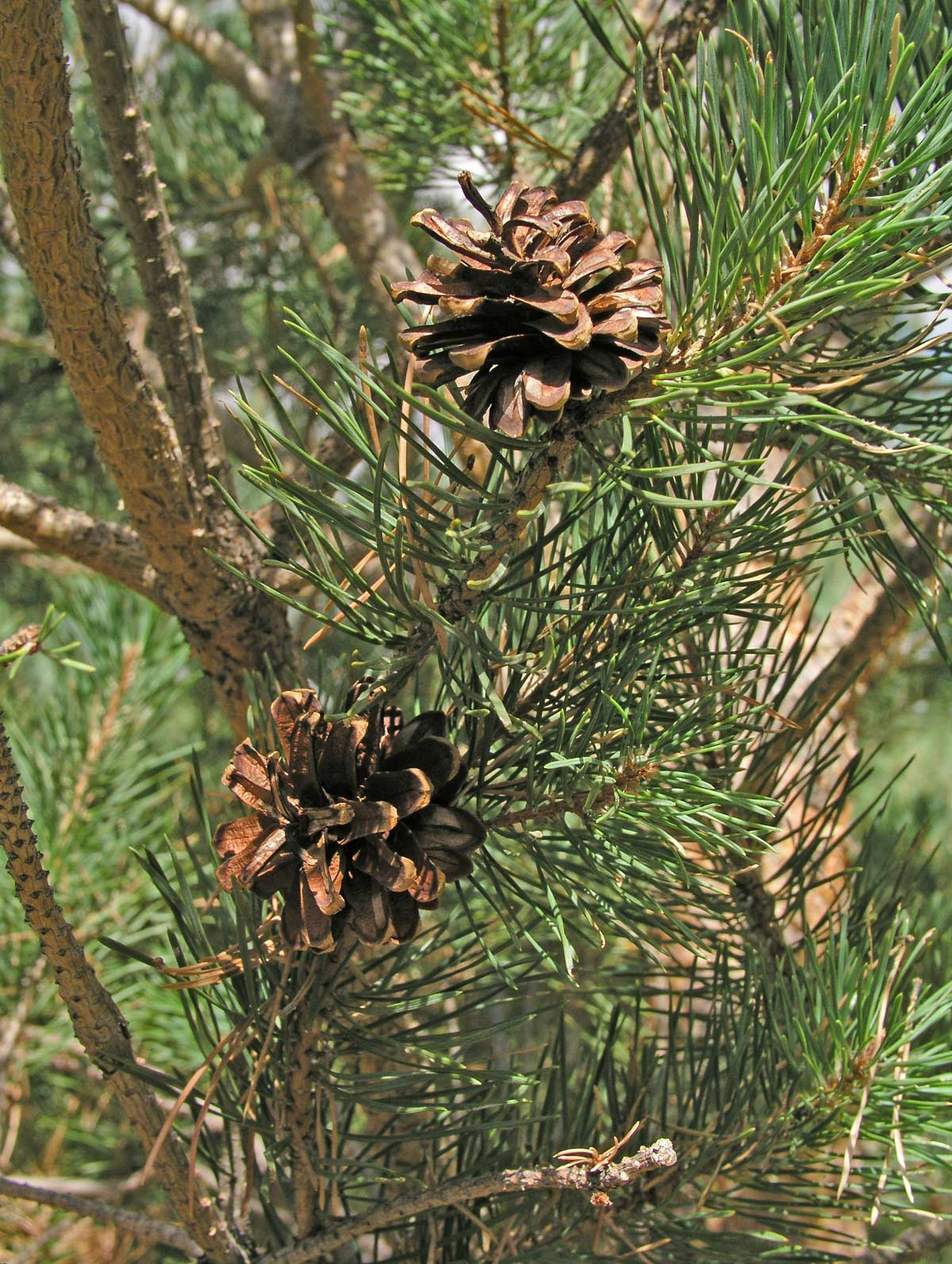
Dennenappels
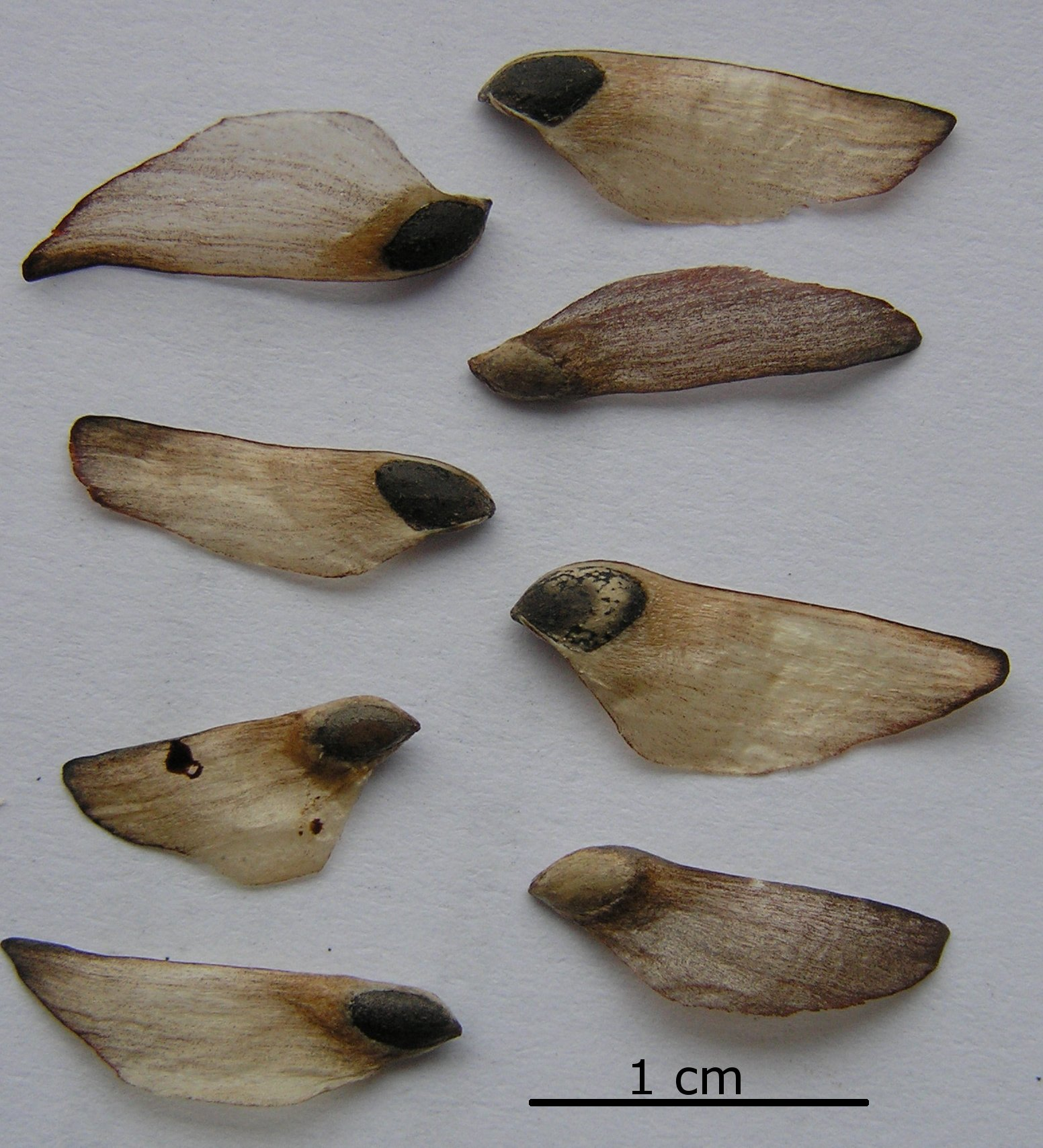
Zaden
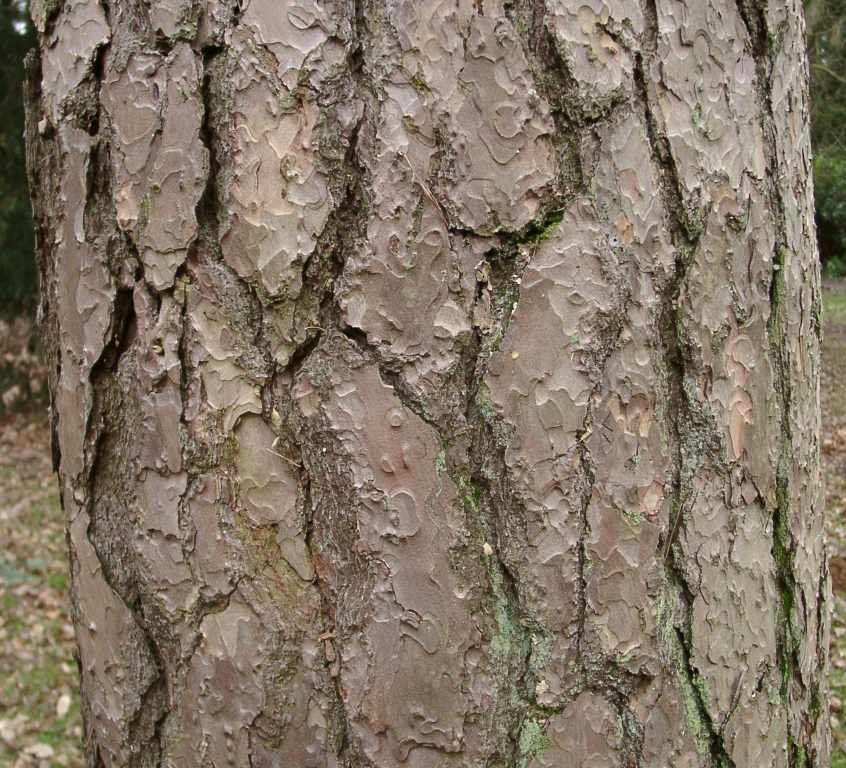
Bast
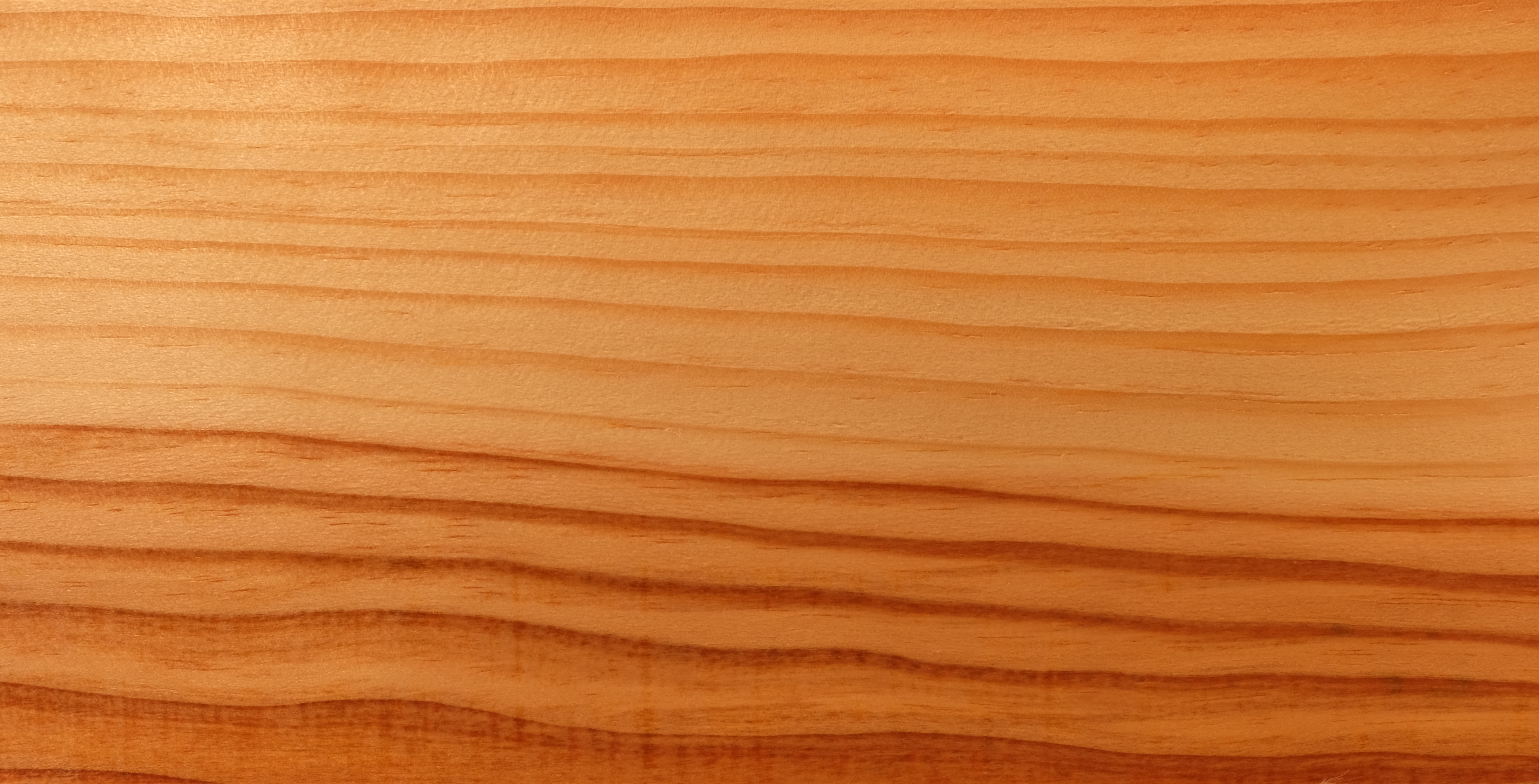
Grenenhout
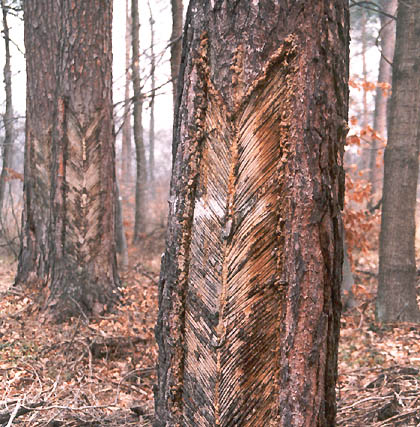
Winning van hars

## Cultivar
Een cultivar (kweekvorm) is Pinus sylvestris 'Watereri'.

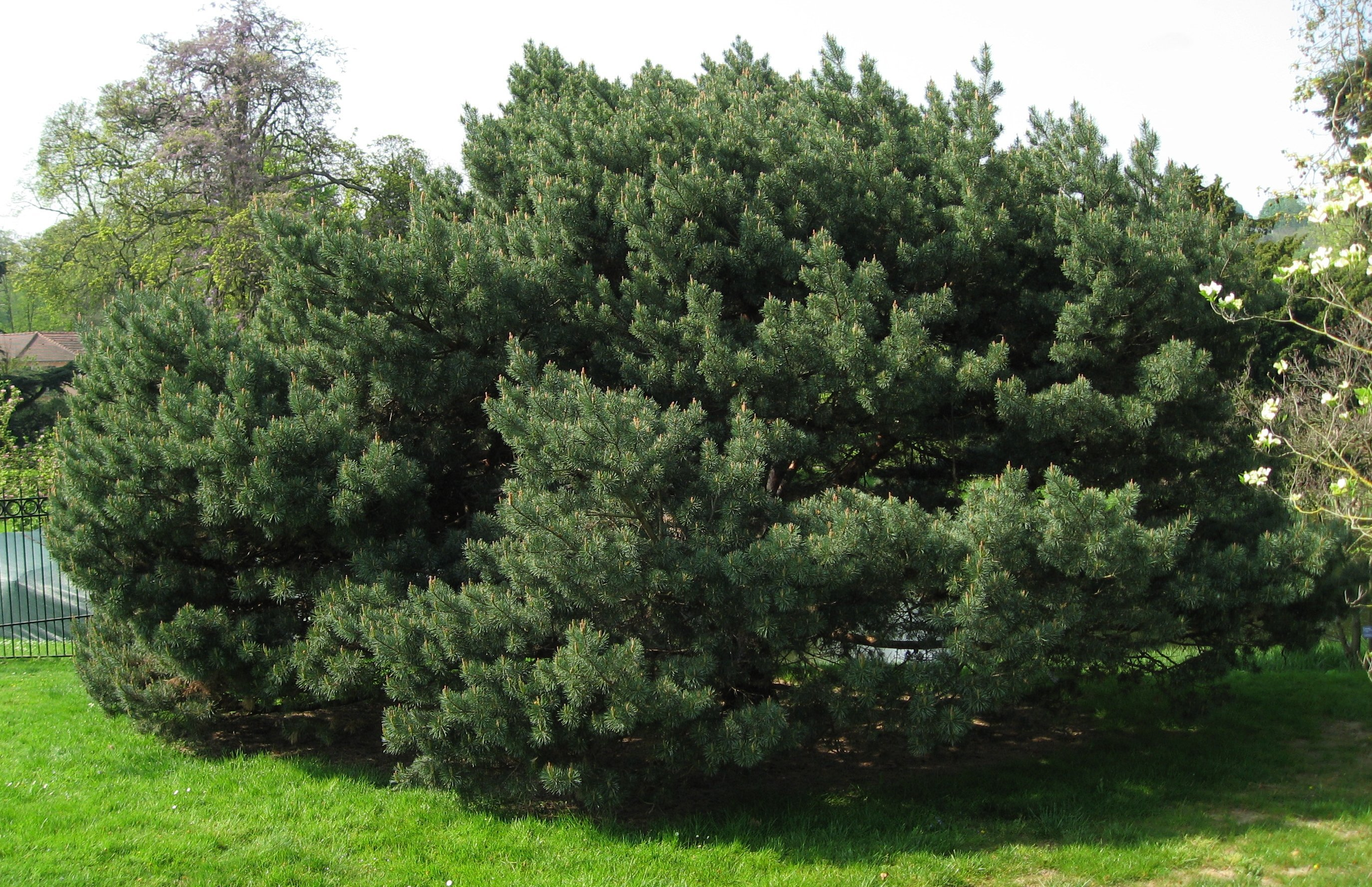
Pinus sylvestris 'Watereri'